# David Copperfield (téléfilm, 1983)
Pour les articles homonymes, voir David Copperfield (homonymie) et Copperfield.
Pour plus de détails, voir Fiche technique et Distribution.
David Copperfield est un film d'animation australien réalisé par Cynthia Leech, sorti directement en vidéo après sa diffusion sur la chaîne Nine Network en 1983.
Le téléfilm a été diffusé le 27 janvier 1985 sur Canal+.

## Synopsis
David Copperfield est un enfant envoyé en pension par son beau-père tyrannique à Salem House où il subit des brimades de la part de certains des pensionnaires et du directeur, Monsieur Creakle. Après la mort de sa mère, il est envoyé à Londres pour travailler dans des conditions inhumaines. Tout au long de ses mésaventures, il va découvrir la véritable amitié et l'amour...

## Fiche technique
- Titre original : David Copperfield
- Titre français : David Copperfield
- Réalisation : Cynthia Leech
- Scénario : Alexander Buzo d'après le roman de Charles Dickens
- Musique : Richard Bowden et John Stuart
- Directeur de production : Roz Phillips
- Opérateurs caméra : Tom Epperson et Gary L. Page
- Graphistes : Yosh Barry, Andrea Bresciani, David Elvin, Glen Lovett, Steve Papantoniou, David Skinner et Alex Nicholas
- Supervision de l'animation : Cynthia Leech
- Création des personnages : Andrea Bresciani, Bob Fosbery
- Animateurs des décors : Sheila Christofides, Marzena Czerniak, Carol Lumsden, Beverley McNamara, Paul Pattie et David Skinner
- Animateurs : Joanne Beresford, Neil Blane, Ty Bosco, Eva Szabo, Gairden Cooke, Paul Cowen, Kim Craste, , Janey Dunn, Maurice Giacomini, Warwick Gilbert, Vic Johnson, Seiko Kanda, John Kratovil, Liz Lane, Brenda McKie-Chat, Wally Micati, Jacques Muller, Astrid Nordheim, Szabolcs Szabo, Maria Szemenyei et Kaye Watts
- Supervision des couleurs : Jenny Schowe
- Producteurs exécutifs : Tom Stacey et George Stephenson
- Producteur : Eddy Graham
- Montage : Chris Gardiner et Peter Siegl
- Compagnie de production : Burbank Films Australia
- Compagnie de distribution : Nine Network Australia
- Pays d'origine :  Australie
- Langue d'origine : Anglais stéréo
- Format : couleur
- Genre : Animation, Conte
- Durée : 72 minutes
- Ratio écran : 1.33:1 plein écran 4:3

## Distribution

### Voix françaises
- Luq Hamet : David Copperfield
- Catherine Lafond : La mère de David
- Monique Martial : Betsey Trotwood
- Régine Blaess : Peggotty
- Pierre Tornade : Daniel Peggotty
- Albert Augier : Barkis
- Jean Roche : Ham
- Aurélia Bruno : Emily
- Claude Dasset : Monsieur Murstone / Monsieur Dick
- Lily Baron : Jane Murstone
- Jacques Chevalier : Monsieur Creakle
- Jean-Pierre Leroux : James Steerforth
- Bernard Soufflet : Tommy Traddles
- Philippe Dumat : Wilkins Micawber
- Jacques Torrens : Uriah Heep
- Serge Bourrier : Monsieur Wickfield
- Céline Monsarrat : Agnès Wickfield
- Françoise Pavy : Dora Spenlow
- Jean Berger : Monsieur Spenlow

## DVD
Le film a fait l'objet d'une sortie sur le support DVD :
- Oliver Twist (DVD Keep-Case) est sorti le 5 février 2008 dans la collection Les Grands Auteurs édité par Arcadès. Le ratio écran est en 1.33:1 plein écran uniquement en français sans sous-titres et sans suppléments[1].